# رینو (ایتالیا)
رینو (به ایتالیایی: Reino) یک کومونه در ایتالیا است که در استان بنونتو واقع شده‌است.

## خصوصیات
رینو ۲۳٫۶ کیلومترمربع مساحت و ۱٬۳۴۴ نفر جمعیت دارد.